# 弗罗纳论坛
弗罗纳论坛（Forum Frohner）是一个艺术博物馆，位于下奥地利多瑙河畔克雷姆斯斯泰因区（Stein an der Donau）的方济住院会广场（Minoritenplatz），原方济住院会修道院（Minoristenklosters）范围内。博物馆重点展示艺术家阿道夫·弗罗纳的作品，于2007年开放，是建筑师卢卡斯·戈布尔的作品。

## 建筑
弗罗纳论坛建于2007年，是一座当代的白色立方体建筑，简单的几何形体，抛弃一切多余的东西，甚至连窗户都没有，与方济住院会教堂形成对比。